# Saint-Aubin-de-Cadelech
Saint-Aubin-de-Cadelech – miejscowość i gmina we Francji, w regionie Nowa Akwitania, w departamencie Dordogne.
Według danych na rok 1990 gminę zamieszkiwało 338 osób, a gęstość zaludnienia wynosiła 25 osób/km² (wśród 2290 gmin Akwitanii Saint-Aubin-de-Cadelech plasuje się na 847. miejscu pod względem liczby ludności, natomiast pod względem powierzchni na miejscu 850.).